# Hólmsskorafjall
Hólmsskorafjall är en ås i Färöarna (Kungariket Danmark).   Den ligger i sýslan Suðuroyar sýsla, i den södra delen av landet, 60 km söder om huvudstaden Tórshavn. Hólmsskorafjall ligger på ön Suðuroy.